# Areas ochracea
Areas ochracea là một loài bướm đêm thuộc phân họ Arctiinae, họ Erebidae.